# Ditupė
Ditupė je potok v Litvě. Teče v okrese Klaipėda (Klaipėdský kraj). Je to pravý přítok řeky Minija. Pramení na jižním okraji obce Dumpiai v okrese Klaipėda. Teče směrem jižním. Do Minije se vlévá jako její pravý přítok 33 km od jejího ústí do Atmaty na východním okraji obce Dituva. Břehy jsou nízké.

## Přítoky
Ditupė má dva levé a dva pravé přítoky.

## Obce při potoce
- Dumpiai, Spengiai, Mickai, Dituva

## Původ názvu
První část názvu "Dit(u)-" je podle názvu blízké vsi Dituva, druhá část -upė znamená řeka.